# Peter Hornung
Peter Hornung (* 1967 in Heidelberg) ist ein deutscher Journalist, investigativer Reporter, Auslandskorrespondent und Leiter des ARD-Hörfunkstudios Südasien in Neu-Delhi. Er ist bekannt durch seine Recherchen zu den Themen Datenschutz, Scoring und Wirtschaftsauskunfteien, insbesondere zur Schufa. Seit 2013 ist er als Dozent für investigative Recherche an der Hamburger Akademie für Publizistik tätig. Hornung ist Philatelist, Experte für die Post des britischen Königshauses und Fellow der Royal Philatelic Society London.

## Leben und Karriere
Hornung studierte Politikwissenschaft und Geschichte an den Universitäten Wien und Regensburg sowie, mit einem Stipendium des Stifterverbands für die Deutsche Wissenschaft, Journalismus am Journalistischen Seminar der Universität Mainz.
Von 1998 bis 2004 war Hornung Redakteur, Reporter und Moderator beim Hessischen Rundfunk (hr1-Das Informationsradio). Von 2004 bis 2009 war er Leiter des ARD-Studios Prag und ARD-Hörfunk-Korrespondent für die Tschechische Republik und die Slowakei. Im Januar 2009 veröffentlichte er zusammen mit dem Luftfahrtjournalisten Tim van Beveren eine Recherche zum Absturz des Fluges JU 367, die zu kontroversen Reaktionen vor allem in Serbien führte.
Von 2009 bis 2021 war Hornung investigativer Reporter und Redakteur im NDR Info Reporterpool und später im Ressort Investigation des NDR. In dieser Zeit veröffentlichte er u. a. Recherchen zur HSH Nordbank, zu Datenschutzskandalen von Easycash und der Schufa (zusammen mit Jürgen Webermann) und zum VW-Abgasskandal. Zudem nahm er an mehreren internationalen vom ICIJ geführten Recherchen teil, darunter „Offshore Leaks“, „China Leaks“ und „Panama Papers“. 2018 leitete er zusammen mit Svea Eckert eine vom ICIJ unterstützte internationale Recherche zu Predatory Publishing („Raubverlagen“), die von Medien in zahlreichen Ländern veröffentlicht wurde, u. a. in Frankreich, Indien und Südkorea.
Seit April 2021 ist Hornung Leiter des ARD-Hörfunkstudios in Neu-Delhi und berichtet als Hörfunk-Korrespondent aus den Ländern Südasiens und Afghanistan.

## Recherchen zu Datenschutz, Scoring und Wirtschaftsauskunfteien
Hornung hat sich auf Recherchen zu den Themen Datenschutz, Scoring und Wirtschaftsauskunfteien spezialisiert. Im Jahr 2010 berichtete er zusammen mit Jürgen Webermann im NDR mehrmals über fragwürdige Praktiken des Zahlungsdienstleisters Easycash, der EC-Karten-Daten heimlich zur Verbraucherbewertung nutzte und versucht hatte, daraus gewonnene Erkenntnisse an andere Unternehmen zu verkaufen. Das Unternehmen war rechtlich gegen die NDR-Berichterstattung vorgegangen, damit aber gescheitert (LG Köln: Urteil v. 13.7.2011 - 28 O 921/10). 2012 deckte Hornung zusammen mit Webermann auf, dass die Wirtschaftsauskunftei Schufa zusammen mit dem Potsdamer Hasso-Plattner-Institut daran forschte, wie sich Soziale Medien wie Facebook für die Bewertung von Verbrauchern nutzen ließen. Das Schufa-Projekt ("SchufaLab@HPI") wurde öffentlich scharf kritisiert und umgehend eingestellt. Im gleichen Jahr berichteten Hornung und Webermann über die mangelnde Qualität von Daten, die die damalige Bertelsmann-Tochterfirma Infoscore Consumer Data (ICD) für das Verbraucher-Scoring nutzten. 2015 führte ein Bericht von Hornung über ein Datenleck zur Einstellung des ICD-Onlineportals für Mieterauskünfte. Ebenfalls 2015 kam es durch einen NDR-Bericht von Hornung über die Zusammenarbeit der Schufa mit Betriebskrankenkassen zu einer Kontroverse zwischen dem Verband der Wirtschaftsauskunfteien und der Bundesdatenschutzbeauftragten Andrea Voßhoff. Im September 2020 berichtete Hornung zusammen mit der NDR-Reporterin Lea Busch und dem SZ-Journalisten Nils Wischmeyer über Pläne der Wirtschaftsauskunfteien Schufa und CRIF Bürgel, Datenbanken zur Identifizierung von sogenannten Bonushoppern einzurichten, also preisbewussten Kunden, die regelmäßig Gas- oder Stromanbieter wechseln. Im Folgejahr musste der Energieversorger Vattenfall ein Bußgeld in Höhe von 900.000 Euro zahlen, weil er solche Kunden rechtswidrig identifiziert und abgelehnt hatte. Im November 2020 deckte Hornung zusammen mit einem Team der Recherchekooperation von NDR, WDR und Süddeutscher Zeitung Pläne der Schufa auf, Verbraucher durch Einblick auf ihr Konto zu bewerten. Das Schufa-Projekt "CheckNow" musste daraufhin ausgesetzt werden, da der Projektpartner, das Mobilfunkunternehmen Telefónica O2, die Zusammenarbeit mit der Schufa umgehend aufgekündigt hatte. Im März 2021 stellte die Schufa "CheckNow" endgültig ein. Im November 2021 berichtete Hornung zusammen mit Nils Wischmeyer, dass mehrere Wirtschaftsauskunfteien ohne Rechtsgrundlage die Handyvertragsdaten von Millionen Kunden sammelten und auswerteten. Mehrere Handyverträge konnten zu einer schlechteren Verbraucherbewertung führen, eine Praxis, die zumindest die Schufa nach der Berichterstattung änderte.

## Auszeichnungen
Hornung erhielt für seine Recherchen zahlreiche Auszeichnungen, so 2010 für die HSH Nordbank-Recherchen („Das Omega-Protokoll“) zusammen mit Jürgen Webermann den Ernst-Schneider-Preis für Wirtschaftspublizistik. Für die Veröffentlichungen zu „Offshore Leaks“ („Offshore Leaks und die Folgen – Einblicke in die geheime Welt der Steueroasen“) wurde Hornung 2013 zusammen mit Christoph Heinzle, Jürgen Webermann, Mareike Fuchs und Lena Gürtler für den Deutschen Radiopreis nominiert. 2016 erhielt er den Deutschen Radiopreis zusammen mit Adrian Feuerbacher, Benedikt Strunz und Kersten Mügge für die NDR Info-Berichterstattung zu „Panama Papers“. Für seine Recherchen zu Predatory Publishing wurde er zusammen mit einem Team des NDR und des Süddeutsche Zeitung Magazins für den Deutschen Reporterpreis und den Nannen-Preis nominiert, erhielt den Journalistenpreis des Deutschen Netzwerks Evidenzbasierte Medizin und wurde zusammen mit Svea Eckert als „Wissenschaftsjournalist des Jahres“ (2. Platz) ausgezeichnet.

## Hörfunk-Feature (Auswahl)
- Das Wunder von Srbská Kamenice. Der Tag, an dem Vesna Vulovic vom Himmel fiel (SR 2009) zusammen mit Tim van Beveren
- Die Krise der HSH Nordbank: Von der Vorzeigebank zum Finanzwrack (NDR 2009) zusammen mit Dani Parthum und Jürgen Webermann
- Die letzte Reise der King Justus – Schiffsfonds finanzieren dubiose Abwrackgeschäfte (NDR 2015) zusammen mit Jürgen Webermann
- Die Hölle von Delhi - Corona-Pandemie in Indien (ARD 2021) zusammen mit Silke Diettrich
- Hindufanatiker gegen Muslime: Indiens Öffentlichkeit fürchtet um religiöse Toleranz (ARD 2022)
- Zwischen Tugend und Laster: Wie die Taliban Afghanistan verändern (ARD 2022)
- Schrottschiffe in Indien: Die letzte Reise der "Westerhamm" (ARD 2022) zusammen mit Lea Busch und Marie Blöcher
- Flut in Pakistan – droht die nächste Katastrophe? (ARD 2022) zusammen mit Oliver Mayer
- „Bald nehmen sie uns die Luft zum Atmen!“ – Afghanische Frauen unter der Herrschaft der Taliban (ARD 2023)
- Jammu und Kaschmir in Zeiten von Indiens G20-Präsidentschaft (ARD 2023)
- Der exklusivste Tourismus der Welt: Bhutan, das Land des Drachenkönigs (ARD 2024)
- Das Experiment: Bangladesch nach der Juli-Revolution (ARD 2024) zusammen mit Charlotte Horn
- Bangladesch: Funktioniert das Recycling auf dem weltgrößten Schiffsfriedhof? (ARD 2024)
- 20 Jahre Tsunami-Katastrophe in Südostasien (ARD 2024) zusammen mit Jennifer Johnston und Christiane Justus

## Wissenschaftliche Veröffentlichungen
- Andrea Bucceri, Peter Hornung, Thomas M. Schindler: Predatory publishing - what medical communicators need to know. In: Medical Writing. Band 28, Nr. 3, 2019, S. 28–33. (researchgate.net)
- N. Rifai, T. M. Annesley, S. Moore, A. L. Caplan, D. J. Sweet, P. Hornung, F. R. Rosendaal: Maintaining Research and Publication Integrity. In: Clin Chem. Band 65, Nr. 2, Feb 2019, S. 230–235. doi:10.1373/clinchem.2018.298901 (academic.oup.com)

## Filmographie
- "Fake Science - Die Lügenmacher" (ARD 2018) zusammen mit Svea Eckert[38]
- Beinahe-Zusammenstöße im deutschen Luftraum (ARD 2019) zusammen mit Lea Busch[39]
- Bankgeheimnis: Schufa will Konten ausforschen (ARD 2020) zusammen mit Lea Busch und Massimo Bognanni[40]